# Uadjuer

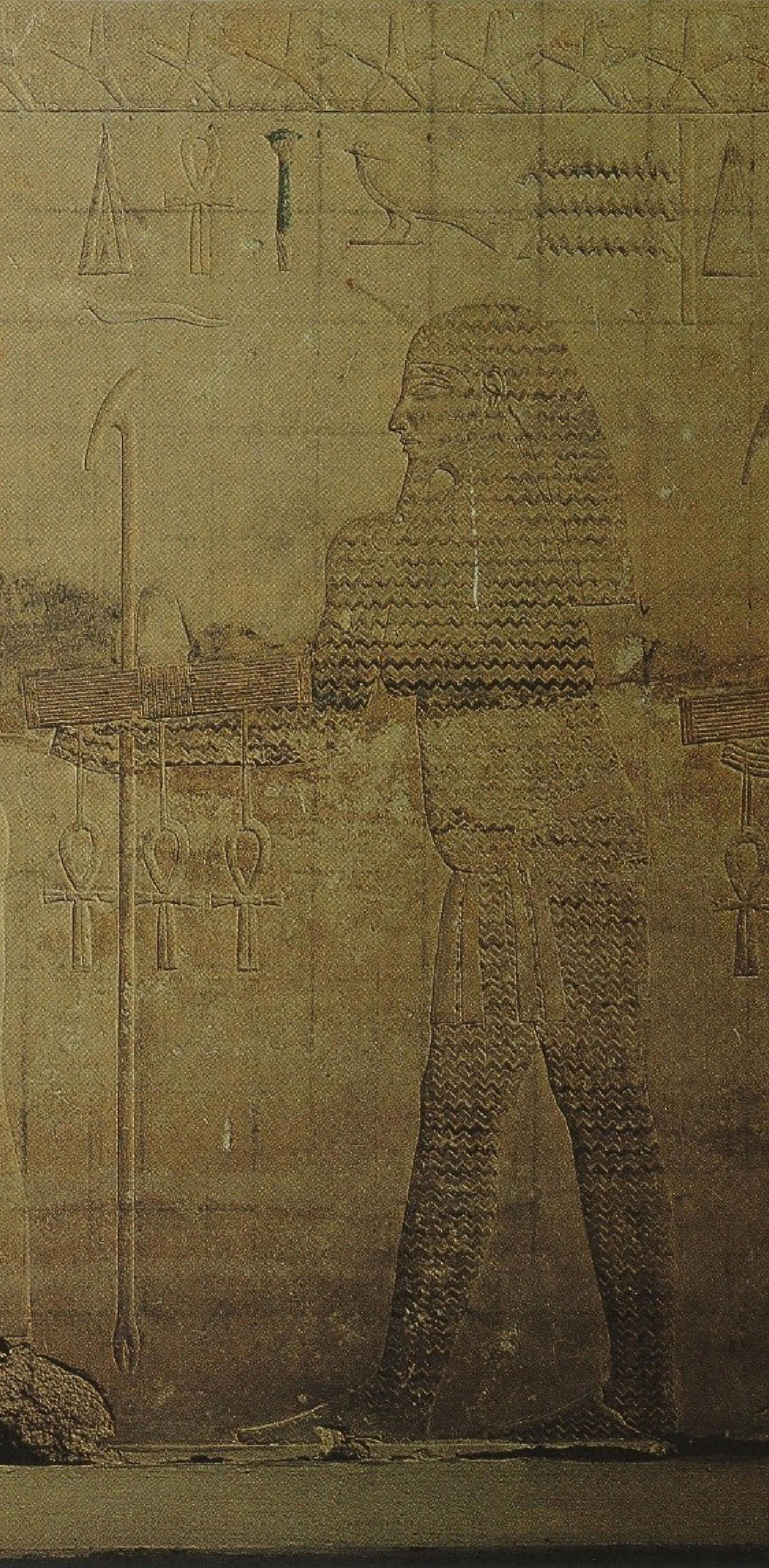
Uadjuer, gravido e con corpo dalla forma umana ma costituito d'acqua, in un rilievo del Tempio funerario del faraone Sahura (XXV secolo a.C.) della V dinastia egizia ad Abusir.

Uadjuer è una divinità egizia appartenente alla religione dell'antico Egitto, dio della fertilità il cui nome significa "Grande Verde". Si credeva inizialmente che Uadjuer fosse una personificazione del Mar Mediterraneo; d'altronde, sembra più verosimile che rappresentasse le lagune e i laghi della parte più settentrionale del Delta del Nilo (e la loro pescosità), come sembrano suggerire più testi che comparano il dio "Grande Verde" a terre asciutte che possono essere attraversate a piedi (probabilmente una menzione a una striscia di terra o un'altura fra due o più laghi).

La più antica attestazione archeologica di Uadjuer risale alla V dinastia egizia (XXV secolo a.C.), nel Tempio funerario della Piramide di re Sahura, ad Abusir: Uadjuer vi appare simile al dio Hapy, ma con il corpo attraversato (o costituito) da onde. Fu rappresentato, oltre milletrecento anni dopo, anche sulla pareti della tomba QV55 della Valle delle Regine, appartenente al principe Amonherkhepshef, figlio del grande faraone Ramses III della XX dinastia.  

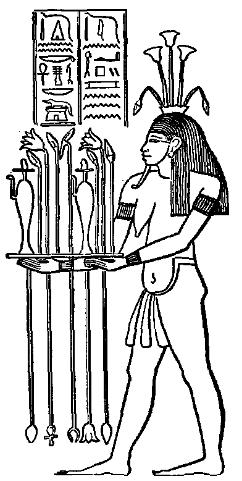
L'iconografia di Uadjuer è accostabile a quella, più celebre e diffusa, del dio della fertilità Hapy. Illustrazione del 1903.